# Oskar von Vivenot
Oskar Rainer rytíř von Vivenot (29. září 1859 Vídeň – 28. listopadu 1932 Vídeň) byl rakousko-uherský generál. Jako absolvent vojenské akademie sloužil v c. k. armádě od roku 1879, byl důstojníkem jezdectva a několik let patřil k úzkému okruhu císařských pobočníků. V roce 1909 byl penzionován v hodnosti generálmajora, za první světové války byl znovu povolán do aktivní služby, dosáhl hodnosti polního podmaršála (1916) a v letech 1916–1918 zastával funkci ředitele C.k. telegrafního úřadu.

## Životopis
Pocházel z původně lotrinské rodiny usazené od 18. století v Rakousku. Narodil se jako nejmladší syn významného chirurga Rudolfa Vivenota (1807–1884) a jeho druhé manželky Mathilde Hellwig (1825–1892), která byla předtím operní pěvkyní. Oskar studoval v letech 1875–1879 na Tereziánské vojenské akademii ve Vídeňském Novém Městě a do armády vstoupil jako poručík k 5. husarskému pluku v Pardubicích. Později si doplnil vzdělání na Válečné škole (K.u.k. Kriegsschule) ve Vídni a v hodnosti nadporučíka (1884) byl zařazen do sboru důstojníků generálního štábu. Jako štábní důstojník působil u 6. jezdecké brigády v Košicích a poté u vrchního velení jezdectva ve Vídni. V roce 1889 byl povýšen na kapitána a stal se osobním pobočníkem hraběte Eduarda Paara, císařského generálního pobočníka (1889–1895). V hodnosti majora (1895) byl poté šéfem štábu 27. pěší divize v Košicích. V roce 1897 byl povýšen na podplukovníka a jmenován pobočníkem generálního isnpektora armády Wilhelma von Reinländera. V roce 1900 byl přeložen jako zástupce velitele 60. pěšího pluku do Egeru. Jako plukovník (1901) poté přešel k 37. pěšímu pluku do Velkého Varadína a v letech 1907–1908 byl jeho velitelem.
K datu 1. května 1908 byl povýšen do hodnosti generálmajora a v letech 1908–1909 byl zástupcem velitele 5. armádního sboru v Prešpurku. Již o rok později byl na vlastní žádost penzionován. Za první světové byl znovu povolán do aktivní služby a v letech 1916–1918 zastával funkci ředitele C. k. telegrafního úřadu. V roce 1916 obdržel hodnost titulárního polního podmaršála. Po rozpadu monachie žil v soukromí.
Z otcova prvního manželství měl dva nevlastní bratry, Rudolf (1833–1870) byl lékařem a profesorem univerzity ve Vídni, Alfred (1836–1874) byl důstojníkem a proslul jako vojenský historik. Jejich bratranec Ernst (1837–1919) dosáhl v armádě hodnosti polního zbrojmistra a byl povýšen na barona.

## Tituly a ocenění
Rodina Vivenotů byla v roce 1832 povýšena do šlechtického stavu s titulem Edler von Vivenot. Oskarův otec získal v roce 1867 titul rytíře. Během vojenské služby získal několik vyznamenání v Rakousku-Uhersku, díky několikaleté službě ve funkci jednoho z císařských pobočníků obdržel řadu ocenění i od zahraničních panovníků.

### Rakousko-Uhersko
- komtur Řádu Františka Josefa s válečnou dekorací (1917)
- Řád železné koruny III. třídy (1909)
- Vojenský jubilejní kříž (1908)
- Jubilejní pamětní medaile (1898)
- Vojenský záslužný kříž III. třídy (1895)
- Bronzová vojenská záslužná medaile
- Služební odznak pro důstojníky III. třídy

### Zahraničí
- Řád sv. Stanislava II. třídy (Rusko)
- Řád červené orlice III. třídy (Německo)
- Řád pruské koruny III. (Německo)
- rytíř Řádu italské koruny (Itálie)
- rytíř Řádu čestné legie (Francie)
- komandér Řádu rumunské koruny (Rumunsko)
- důstojník Řádu rumunské hvězdy (Rumunsko)
- Řád bílého orla IV. třídy (Srbsko)
- rytíř Řádu Albrechtova (Sasko)
- rytíř Vévodského sasko-ernestinského domácího řádu (Sasko)
- Řád Fridrichův I. třídy (Württembersko)
- Řád posvátného pokladu (Japonsko)